# Конвой SO-504
Конвой SO-504 — японський конвой часів Другої світової війни, проведення якого відбувалось у січні 1944 року.
Конвой сформували у важливому транспортному хабі японців Палау (на заході Каролінських островів), а місцем його призначення був Рабаул — головна передова база в архіпелазі Бісмарка, з якої провадились операції на Соломонових островах та сході Нової Гвінеї.
До складу конвою SO-504 увійшли транспорти «Ліон-Мару» (донедавна мав статус авіатранспорту, а тепер йшов із 12 тисячами бочок нафти), «Нічіай-Мару», «Ямаюрі-Мару» та «Чибурі-Мару». Ескорт складався із мисливців за підводними човнами CH-37 та CH-38.
5 січня 1944 роу судна вийшли із Палау та попрямували на південний схід. 10 січня неподалік від острова Новий Ганновер (один з найпівнічніших в архіпелазі Бісмарка) з конвою виявили підводний човен, по якому відкрили артилерійський вогонь. Увечері наступної доби конвой SO-504 безрезультатно атакували літаки B-24 Liberator. Невдовзі після опівночі 12 січня стався ще один, так само без успіху, повітряний напад.
Під вечір 12 січня конвой прибув до Рабаула.
Хоча конвой SO-504 зміг прослідувати без втрат, до кінця січня вже в гавані Рабаула авіацією були потоплені «Ліонз-Мару» та «Ямаюрі-Мару». Що стосується «Чибурі-Мару» та «Нічіай-Мару», вони загинуть 17 січня і 3 лютого, на шляху від Рабаула.